# Benna Namugwanya
Benna Namugwanya Bugembe (nhũ danh Benna Namugwanya) là một chính trị gia người Uganda. Bà là Bộ trưởng Nhà nước cho Cơ quan Thành phố Thủ đô Kampala trong Nội các Uganda. Bà được bổ nhiệm vào vị trí đó vào ngày 6 tháng 6 năm 2016. Bà đồng thời phục vụ với tư cách là Đại diện phụ nữ quận Mubende trong Quốc hội khóa 10 (2016202021).

## Bối cảnh và giáo dục
Namugwanya sinh ngày 21 tháng 9 năm 1967, ở quận Mubende hiện đại. Bà theo học trường Cao đẳng Saint Edwards, ở Bukuumi, ở quận Kakumiro ngày nay, để theo học tiểu học. Bà chuyển đến trường trung học Saint Kizito Bethany, ở Ngugulo, ở quận Mityana hiện đại, để học trung học. Năm 1989, Namugwanya được nhận vào Đại học Makerere, ở Kampala, thành phố lớn nhất và là thủ đô của Uganda. Bà tốt nghiệp năm 1992 với bằng Cử nhân Giáo dục. Sau năm 2006, cũng trường đại học này đã trao cho cô bằng thạc sĩ giáo dục. Benna Namugwaya cũng có bằng Cao đẳng Quản lý Nhân sự, lấy từ Học viện Quản lý Uganda năm 2007 và Chứng chỉ Luật Hành chính, do Trung tâm Phát triển Luật trao tặng năm 2009.

## Nghề nghiệp
Công việc đầu tiên của cô là giáo viên tại trường trung học Alliance, phục vụ trong khả năng đó cho đến năm 1995. Shen chuyển đến trường Saint Augustine, ở Wakiso, giảng dạy ở đó từ năm 1996 đến năm 1998.
Năm 1998, Benna Namugwanya được chính quyền địa phương quận Mubende thuê, làm Thanh tra các trường học, phục vụ trong khả năng đó trong sáu năm. Năm 2004, bà được đề bạt vào vị trí Trợ lý Cán bộ Giáo dục Quận, tại Quận Mubende, phục vụ trong khả năng đó trong một năm. Năm 2005, một lần nữa Namugwanya được thăng chức thành Cán bộ giáo dục quận, phục vụ hai năm ở vị trí đó. Bà trở thành Cán bộ Giáo dục Quận năm 2007, phục vụ trong vị trí đó cho đến năm 2010 
Năm 2011, bà tham gia chính trị bầu cử của người Uganda, bằng cách tranh cử Đơn vị phụ nữ quận Mubende, đại diện cho đảng chính trị Phong trào Kháng chiến Quốc gia cầm quyền. Namugwanya đã thắng cử và được bầu lại vào năm 2016. Trong danh sách nội các, được phát hành vào ngày 6 tháng 6 năm 2016, Namugwanya được bổ nhiệm làm Bộ trưởng Bộ Ngoại giao cho chính quyền thành phố thủ đô Kampala, phó cho Beti Olive Namisango Kamya-Turomwe, bộ trưởng nội các đầy đủ.